# Jost Hochuli
Pour les articles homonymes, voir Hochuli.
Jost Hochuli, né le 8 juin 1933 à Saint-Gall en Suisse, est un designer graphique, typographe, écrivain, et éditeur, qui vit et travaille à Saint-Gall.

## Biographie
Jost Hochuli apprend la composition avec l'imprimeur Zollikofer, étudie la typographie à l'école d'arts appliqués de Zurich, puis étudie à l'école Estienne dans le cours d'Adrian Frutiger de 1958 à 1959.
Depuis, Jost Hochuli dirige son propre studio et travaille en tant que graphiste indépendant, principalement dans le design d'édition. Il cofonde en 1979 la maison d'édition VGS Verlagsgemeinschaft St.Gallen qu'il dirigera pendant 25 ans.
À l’invitation de l'association F7 il a donné une conférence intitulée "Un design de livre systématique?" le 21 avril 2010 au Palais de Tokyo, Paris. Celle-ci a paru dans le numéro 4 de la revue Back Cover.
Il a enseigné la typographie pendant trente ans aux écoles d'arts appliqués de Zurich (entre 1967 et 1980) et de Saint-Gall (entre 1980 et 1996).

## Œuvres
- Schriften, in Holz geschnitten (VGS, 1980)
- Les détails de la typographie (Compugraphic,1987)
- L’Art du livre en Suisse (Pro Helvetia, 1993)
- Designing Books: practice and theory (Hyphen Press, 1996) en collaboration avec Robin Kinross
- Jost Hochuli: Printed Matter, Mainly Books (Verlag Niggli, 2002)
  - Le détail en typographie, éditions B42, Paris, 2010, aussi traduit en anglais et en allemand en 2015
- L’Abécédaire d’un typographe, éditions B42, Paris, 2015
- Max Bill / Jan Tschichold, la querelle typographique des modernes, éditions B42, Paris,  2014, en collaboration avec Hans-Rudolf Bosshard